# Tragia yucatanensis
Tragia yucatanensis är en törelväxtart som beskrevs av Charles Frederick Millspaugh. Tragia yucatanensis ingår i släktet Tragia och familjen törelväxter. Inga underarter finns listade i Catalogue of Life.